# Saber Interactive
Saber Interactive Inc. es un desarrollador y editor de videojuegos estadounidense fundado en 2001 con sede en Fort Lauderdale, Florida. La empresa, fundada por Andrey Iones, Matthew Karch y Anton Krupkin.Saber fue adquirida por Embracer Group en febrero de 2020, convirtiendo al estudio en una subsidiaria directa.Actualmente controlada por la firma de inversión de Karch, Beacon Interactive, establecida en 2024.La empresa emplea a más de 1.350 personas.

## Historia
Saber Interactive fue fundada en 2001 por Andrey Iones, Matthew Karch y Anton Krupkin. Juntos crearon un motor 3D desde cero, reunieron un equipo de artistas de San Petersburgo, Rusia, y comenzaron a trabajar en su primer juego, Will Rock. Después del lanzamiento de Will Rock,  desarrolló su motor de juego patentado, Saber3D, que se utilizó en su segundo título, TimeShift (2007). Desde entonces, el motor Saber3D se ha actualizado y evolucionado continuamente para su uso en los juegos actuales.
En 2010, 343 Industries de Microsoft se acercó a Saber para rehacer Halo: Combat Evolved para el décimo aniversario del juego. Esta sería la primera participación de Saber en una franquicia importante y el director de operaciones, Andrey Iones, la consideró "una oportunidad que no podíamos dejar pasar". Para mantener la experiencia de juego original, Saber utilizó el motor original para el juego y el motor Saber3D para las imágenes. Halo Combat Evolved Anniversary se lanzó el 15 de noviembre de 2011 con críticas positivas. Luego, Saber ayudó en 2014 en el desarrollo de Halo: The Master Chief Collection.
El 1 de agosto de 2016, Saber Interactive abrió su primer estudio interno fuera de Rusia en Madrid. Este fue el comienzo de una importante expansión internacional, con Saber abriendo estudios en Sundsvall, Suecia (mediante la compra del estudio de adaptación Binary Motion), y Minsk, Bielorrusia .
CDProjekt RED se asoció con Saber en 2018 en la versión para Nintendo Switch de The Witcher 3: Wild Hunt — Complete Edition. El puerto se lanzó el 15 de octubre de 2019 y recibió críticas positivas que destacaron el rendimiento y la jugabilidad.
El 16 de abril de 2019, Saber lanzó World War Z. El juego vendió más de un millón de unidades en su primera semana de lanzamiento.
El director del estudio de id Software, Tim Willits, se unió a Saber como director creativo el 1 de agosto de 2019.
En octubre de 2019, Saber Interactive adquirió Bigmoon Entertainment, un estudio de desarrollo de juegos de cuarenta personas con sede en Oporto, Portugal, y rebautizó el estudio como Saber Porto.
Saber fue adquirida por Embracer Group en febrero de 2020 en un acuerdo por valor de 525 millones de dólares americanos. Según el acuerdo, Saber se convirtió en la quinta filial directa de Embracer y mantiene la autonomía. Después de la adquisición, Matthew Karch continúa desempeñándose como director ejecutivo y Andrey Iones como director de operaciones. Después de unirse a Embracer, Saber se convirtió en una plataforma para futuras adquisiciones de otros estudios.
En agosto de 2020, Saber Interactive adquirió 4A Games, los desarrolladores detrás de la serie de videojuegos Metro y New World Interactive, los desarrolladores de Insurgency: Sandstorm. En noviembre de 2020, Saber Interactive adquirió 34BigThings, Mad Head Games, Nimble Giant Entertainment, Snapshot Games y Zen Studios. El expresidente y director ejecutivo de id Software, Todd Hollenshead, se unió a Saber como director de publicaciones el 18 de noviembre de 2020.
Saber and Boss Team Games anunció Evil Dead: The Game durante The Game Awards 2020.
En febrero de 2021, Embracer Group anunció que adquirió Aspyr y que el desarrollador sería una subsidiaria de Saber Interactive. El precio de compra del primer día asciende a 100 millones de dólares en efectivo y libre de deuda, de los cuales 60 millones de dólares se pagan en efectivo y 40 millones de dólares se pagan en acciones de Embracer B recién emitidas. Se podrá pagar una contraprestación adicional de un máximo de 350 millones de dólares en virtud del acuerdo, sujeto a determinadas condiciones.
En junio de 2021, el nuevo sello editorial Prime Matter anunció que Saber Interactive estaba desarrollando una nueva entrada en la franquicia Painkiller .
El 10 de junio de 2021, Warhorse Studios anunció que Saber Interactive desarrollará un port de Kingdom Come: Deliverance para Nintendo Switch.
En agosto de 2021, Saber Interactive adquirió 3D Realms, Slipgate Ironworks, SmartPhone Labs, Demiurge Studios y Fractured Byte.
En septiembre de 2021, Saber Interactive adquirió Bytex.
En diciembre de 2021, Saber Interactive adquirió DIGIC Pictures y Shiver Entertainment.
En enero de 2023, en respuesta a la invasión rusa de Ucrania en 2022, Saber trasladó a sus empleados de Bielorrusia y Rusia a un nuevo estudio en Ereván, Armenia .[cita requerida]
En febrero de 2024, se informó que Embracer Group estaba vendiendo Saber Interactive a un grupo de inversores privados por 500 millones de dólares americanos. En marzo de 2024, la empresa se separó de Embracer Group y se vendió, junto con la mayoría de sus estudios, a Beacon Interactive de Matthew Karch por 247 millones de dólares.

## Subsidiarias
| Nombre                     | Ubicación               | Adquisición        | Árbitro |
| -------------------------- | ----------------------- | ------------------ | ------- |
| 34BigThings                | Turín                   | Noviembre de 2020  | [ 39 ]  |
| 3D Realms                  | Ålborg                  | Agosto de 2021     | [ 40 ]  |
| 4A Games                   | Kyiv                    | Agosto de 2020     | [ 41 ]  |
| 4A Games                   | sliema                  | Agosto de 2020     | [ 41 ]  |
| Aspyr Media                | Austin, Texas           | Febrero de 2021    | [ 42 ]  |
| Bytex                      | Saransk                 | Septiembre de 2021 | [ 43 ]  |
| Demiurge Studios           | Boston, Massachusetts   | Agosto de 2021     | [ 44 ]  |
| DIGIC Pictures             | Budapest, Hungría       | diciembre 2021     | [ 35 ]  |
| Fractured Byte             | Tallin                  | Agosto de 2021     | [ 45 ]  |
| Mad Head Games             | Belgrado                | Noviembre de 2020  | [ 46 ]  |
| Mad Head Games             | Novi triste             | Noviembre de 2020  | [ 46 ]  |
| New World Interactive      | Calgary                 | Agosto de 2020     | [ 47 ]  |
| New World Interactive      | Denver, Colorado        | Agosto de 2020     | [ 47 ]  |
| New World Interactive      | Montreal                | Agosto de 2020     | [ 48 ]  |
| Nimble Giant Entertainment | Buenos Aires            | Agosto de 2020     | [ 49 ]  |
| Saber Armenia              | Ereván                  | Enero de 2023      | [ 50 ]  |
| Saber Belarus              | Minsk                   | Febrero de 2020    | [ 51 ]  |
| Saber Porto                | Oporto                  | Febrero de 2020    | [ 51 ]  |
| Saber Russia               | San Petersburgo         | Febrero de 2020    | [ 51 ]  |
| Saber Spain                | Alcobendas              | Febrero de 2020    | [ 51 ]  |
| Saber Sweden               | Sundsvall               | Febrero de 2020    | [ 51 ]  |
| Sandbox Strategies         | manhattan, nueva york   | Noviembre de 2020  | [ 52 ]  |
| Slipgate Ironworks         | Ålborg                  | Agosto de 2021     | [ 53 ]  |
| Shiver Entertainment       | Miami, Estados Unidos   | diciembre 2021     | [ 36 ]  |
| SmartPhone Labs            | Veliki Nóvgorod         | Agosto de 2021     | [ 54 ]  |
| Snapshot Games             | Los Angeles, California | Agosto de 2020     | [ 55 ]  |
| Snapshot Games             | Sofía                   | Agosto de 2020     | [ 55 ]  |
| Tuxedo Labs                | Malmo                   | Agosto de 2022     | [ 56 ]  |
| Tripwire Interactive       | Roswell (Georgia)       | Agosto de 2022     | [ 57 ]  |
| Zen Studios                | Budapest                | Noviembre de 2020  | [ 58 ]  |